# Ammodytes dubius
Ammodytes dubius és una espècie de peix de la família dels ammodítids i de l'ordre dels perciformes.

## Morfologia
Els mascles poden assolir els 25 cm de longitud total.

## Distribució geogràfica
Es troba des de Groenlàndia fins a Carolina del Nord. També a l'Atlàntic nord-oriental.